# Kalniszki
Kalniszki (deutsch Kallnischken, 1938 bis 1945 Kunzmannsrode) ist ein Dorf in der polnischen Woiwodschaft Ermland-Masuren, das zur Stadt- und Landgemeinde Gołdap (Goldap) im Kreis Gołdap gehört.

## Geographische Lage
Kalniszki liegt im Nordosten der Woiwodschaft Ermland-Masuren am Nordrand des Borkener Forsts (auch: Borker Heide, polnisch: Puszcza Borecka). Bis zur Kreisstadt Gołdap (Goldap) sind es 16 Kilometer in nordöstlicher Richtung.

## Geschichte
Das kleine seinerzeit Kallnieken genannte Dorf wurde 1694 auf ehemals schon bewohntem Ort gegründet. Es trug in der Folgezeit verschiedene Namensformen: Kallningken (um 1698), Kallnicken (nach 1699) und Kallnischken (bis 1938). 
Von 1874 bis 1945 gehörte Kallnischken zum Amtsbezirk Bodschwingken (polnisch: Boćwinka), der 1939 in „Amtsbezirk Herandstal“ umbenannt wurde und zeit seines Bestehens zum Kreis Goldap im Regierungsbezirk Gumbinnen der preußischen Provinz Ostpreußen gehörte.
Im Jahr 1910 waren in Kallnischken 185 Einwohner registriert. Nach der Eingemeindung des Nachbardorfs Naujehnen (1938 bis 19045: Neuengrund, polnisch: Nowiny) (das gehört heute zur Gemeinde Banie Mazurskie (Benkheim)) vor 1931 betrug ihre Zahl bereits 343 und belief sich 1939 noch auf 298.
Am 3. Juni 1938 erhielt Kallnischken im Zuge der nationalsozialistischen Umbenennungsaktion den Namen „Kunzmannsrode“. Nachdem das Dorf 1945 in Kriegsfolge Polen zugeordnet war, erfolgte eine erneute Umbenennung in „Kalniszki“. Heute ist der Ort eine kleine Ortschaft im Verbund der Stadt- und Landgemeinde Gołdap im Powiat Gołdapski, bis 1998 der Woiwodschaft Suwałki, seither der Woiwodschaft Ermland-Masuren zugehörig.

## Religionen
Die Einwohner Kallnischkens, deren Mehrheit bis 1945 evangelischer Konfession war, war in das Kirchspiel der Kirche zu Grabowen (1938 bis 1945: Arnswald, polnisch: Grabowo) eingepfarrt und somit Teil des Kirchenkreises Goldap in der Kirchenprovinz Ostpreußen der Kirche der Altpreußischen Union. Die wenigen Katholiken gehörten zur Pfarrei Goldap im Bistum Ermland.
Seit 1945 ist die Bevölkerung Kalniszkis fast ausnahmslos katholisch und gehört zur neu errichteten Pfarrei in Grabowo, dessen Kirche einst evangelisches Gotteshaus war. Grabowo ist Teil des Dekanats Gołdap im Bistum Ełk der Katholischen Kirche in Polen. Hier lebende evangelische Kirchenglieder gehören zur Kirchengemeinde in Gołdap, einer Filialgemeinde der Pfarrei in Suwałki in der Diözese Masuren der Evangelisch-Augsburgischen Kirche in Polen.

## Verkehr
Kalniszki ist über eine Nebenstraße zu erreichen, die in Alt Bodschwingken (1938 bis 1945: Alt Herandstal, polnisch: Boćwinka) von der Woiwodschaftsstraße DW 650 (ehemalige deutsche Reichsstraße 136) abzweigt und in das Gemeindegebiet von Banie Mazurskie (Benkheim) nach Nowiny (Naujehnen, 1938 bis 1945 Neuengrund) sowie Kierzki (Kerschken) führt.
Bis 1945 war Bodschwingken die nächste Bahnstation und lag an der Bahnstrecke Angerburg–Goldap, die kriegsbedingt nicht mehr in Betrieb ist.